# Córdoba Gráfica
Córdoba Gráfica fue una revista ilustrada española, publicada en Córdoba entre 1925 y 1936.

## Historia
La revista fue fundada en 1925 —aunque otras fuentes señalan que fue en 1922—. Se publicaba con carácter quincenal, saliendo a calle los días 15 y 30 de cada mes. Continuó publicándose durante la Segunda República, hasta 1936.
Entre los directores, redactores y colaboradores participaron autores como Julián Reyes —director—, Marcelino Durán de Velilla, Conrado Goettig, Melchor Continente Lara, Eugenio García Nielfa, Francisco Arévalo García o Antonio Arévalo García.